# Oberjäger-Kapelle

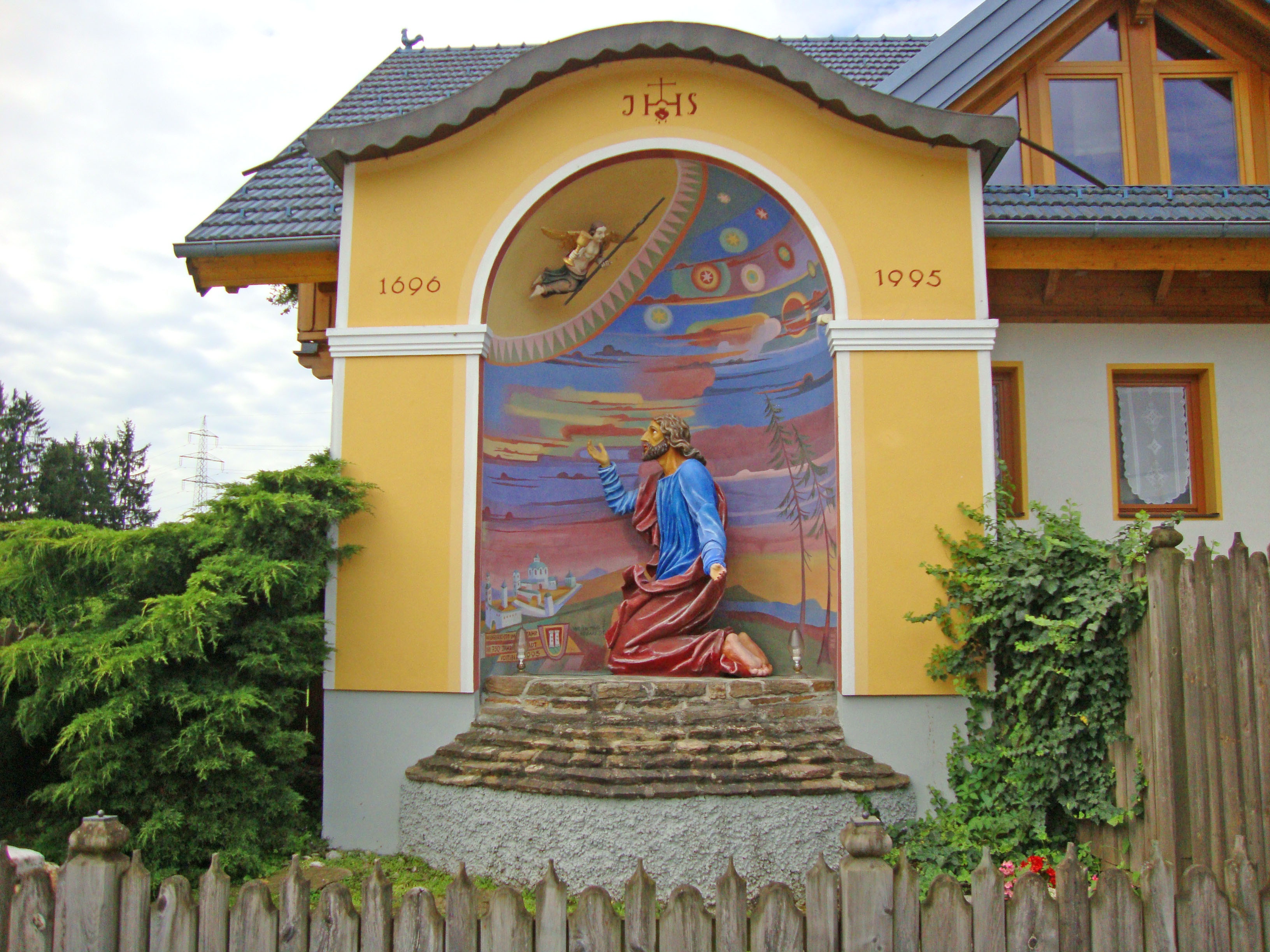
Die Oberjäger-Kapelle im August 2014

Die Oberjäger-Kapelle, auch Oberjäger-Bildstock oder Oberjägerkreuz genannt, befindet sich in der Stadt Bärnbach im Bezirk Voitsberg in der Weststeiermark (Österreich). Die Ursprünge des Bildstocks gehen bis auf das Ende des 19. Jahrhunderts zurück. Der Bildstock steht unter Denkmalschutz.

## Geschichte
Der ursprüngliche Bildstock wurde am 10. September 1890 geweiht. Aufgrund des Neubaues einer Straßenkreuzung musste der Bildstock Anfang der 1970er abgebrochen werden. Die Statue wurde nach Salla gebracht. 1994 wurde sie im Auftrag des Bundesdenkmalamtes restauriert und danach in einen Bildstock integriert, den 1994/95 Familie Bregar vor ihrem Einfamilienhaus am Oberjägerplatz anstelle des ursprünglichen Bildstocks neu errichten ließ. Dieser wurde am 16. Mai 1996 geweiht. Die Oberjäger-Kapelle dient heute als Station bei der Fleischweihe und als Andachtsstation beim Emmausgang am Ostersonntag.

## Beschreibung
Im 1994/95 errichteten Bildstock steht eine überlebensgroße, barocke Christusstatue aus Sandstein. Die malerische Gestaltung stammt von Franz Weiss und zeigt die Geschehnisse am Ölberg.